# Deposizione di Cristo (Sante Cattaneo)
La Deposizione di Cristo è un dipinto a olio su tela (430x220 cm) di Sante Cattaneo, databile al 1808 e conservato sull'altare del Santissimo Sacramento nella chiesa dei Santi Faustino e Giovita a Brescia. 
La tela si colloca, per qualità artistica, fra le migliori del pittore, ormai giunto alla piena maturità e dunque facilmente vittima di pure ripetizioni stilistiche, che invece dimostra di saper evitare riproponendo nuovi modelli compositivi. Il dipinto del Cattaneo arriva in sostituzione del Compianto sul Cristo morto del Romanino, da sempre pala principale dell'altare ma requisito nel 1797. La tavola del Romanino, fra l'altro, è oggi perduta.

## Descrizione e stile
L'opera, di considerevoli dimensioni, raffigura il tema della Deposizione di Gesù, quando il Redentore, ormai morto, viene tolto dal crocifisso e riportato a terra, fra le braccia della Madonna e di Maria Maddalena. Sante Cattaneo pone la scena in un contesto molto ombroso, permeato da una fioca e diffusa luce di incerta provenienza. Al centro, spostato verso sinistra e nella penombra, si scorge il crocifisso, sul quale, mediante una scala a pioli, è salito un uomo da destra per togliere i chiodi dalle mani e dai piedi di Gesù, il cui corpo sta per essere calato a terra tenuto per un braccio dallo stesso uomo, mentre un'altra figura ne sorregge le spalle e l'altro braccio. L'uomo sottostante, invece, lo sta per accogliere nel sudario tenuto aperto dalle braccia divaricate, mentre l'uomo salito sulla croce ne trattiene l'altra estremità. Ai piedi di Gesù è inginocchiata Maria Maddalena, mentre subito a destra, in piedi e coperta da una veste blu, sta la Madonna. Nello sfondo cupo e tenebroso della scena si scorge, in basso a sinistra, una lontana città fortificata illuminata da una spettrale luce arancione, quasi stesse andando a fuoco, mentre nell'angolo estremo si vedono, appoggiati a terra, uno scudo e un teschio. Sulla sommità del crocifisso è invece posto il tradizionale titulus crucis.
La tela è opera della piena maturità di Sante Cattaneo e si caratterizza per la sua pregevolissima qualità artistica. Il Cattaneo, nella sua lunga vita foltissima di opere pittoriche sul tema sacro, riesce ancora a proporre con convinzione nuovi modelli rielaborati dall'ormai trascorsa arte del Seicento e del Settecento. In questa sua ultima fase stilistica, che poteva ormai apparire come una "satura ripetitività", rinnova con nuova genialità le proposte del Neoclassicismo, con esiti assolutamente convincenti quali la tela in questione. Il ritmo generale è zigzagante e guizzante, con l'utilizzo di colori morbidi accompagnati da una generale cupezza, che comunque ben si adatta al tema trattato.